# Südäthiosemitische Sprachen
Die südäthiosemitischen Sprachen sind eine Gruppe von afroasiatischen Sprachen in Äthiopien und Eritrea.
Sie gehören innerhalb der semitischen Sprachen zu den südwestsemitischen Sprachen. Hier wiederum zählen sie zu den äthiosemitischen Sprachen.
Die südäthiosemitischen Sprachen selbst werden in die äußeren südäthiosemitischen Sprachen und die transversalen südäthiosemitischen Sprachen unterteilt.

## Sprachen
- Transversal
  - Amharisch–Argobba
    - Amharische Sprache
    - Argobba

  - Harari – Ost-Gurage
    - Harari
    - Ost-Gurage
      - Silt'e (Selti; Dialekte Ulbare, Wolane, Inneqor)
      - Zway (Zay)
- Äußere
  - n-Gruppe:
    - Gafat (ausgestorben)
    - Kistane (Soddo)
    - Goggot

  - tt-Gruppe:
    - Mesmes (ausgestorben)
    - Muher
    - West-Gurage
      - Masqan (Mesqan)
      - Sebat Bet
        - Sebat Bet Gurage  (Dialekte: Chaha, Ezha, Gumer, Gura)
        - Inor (Dialekte: Ennemor [eigtl. Inor], Endegegn, Gyeto)